# Psychoda bilobata
Psychoda bilobata är en tvåvingeart som beskrevs av Tonnoir 1939. Psychoda bilobata ingår i släktet Psychoda och familjen fjärilsmyggor.
Artens utbredningsområde är Uganda. Inga underarter finns listade i Catalogue of Life.